# Accord de Racconigi
L'accord de Racconigi est un accord signé le 24 octobre 1909 entre le roi Victor-Emmanuel III et Nicolas II à Racconigi.
Il dispose que :
- Si la Russie ou l'Italie venaient à conclure des accords concernant l'Europe de l'Est avec une autre puissance à l'avenir, l'autre partie de cet accord doit également participer à cette nouvelle entente.
- L'Italie reconnaît que le Bosphore doit être contrôlé par la Russie. En retour, la Russie reconnaît les intérêts italiens à Tripoli et en Cyrénaïque.

Toutefois, l'Italie et la Russie ont conclu des accords quelques jours plus tard avec l'Autriche-Hongrie, sans tenir compte de cet accord.